# 锡尔瓦埃斯库拉 (马亚)
锡尔瓦埃斯库拉是葡萄牙波尔图区的一个堂区。总面积5.58平方公里，总人口2113人，人口密度378.7人/平方公里。